# Saint-Augustin-des-Bois
Saint-Augustin-des-Bois település Franciaországban, Maine-et-Loire megyében. Lakosainak száma 1283 fő (2022. január 1.). Saint-Augustin-des-Bois Bécon-les-Granits, Champtocé-sur-Loire, Saint-Georges-sur-Loire, Saint-Germain-des-Prés, Saint-Martin-du-Fouilloux, Saint-Léger-de-Linières és Val d’Erdre-Auxence községekkel határos.

## Népesség
A település népessége az elmúlt években az alábbi módon változott:
| Lakosok száma | 557  | 718  | 776  | 965  | 1172 | 1210 | 1218 | 1227 | 1247 | 1283 |
|               | 1968 | 1982 | 1990 | 2006 | 2013 | 2015 | 2017 | 2019 | 2020 | 2022 |